# Knyszyn
Knyszyn è un comune urbano-rurale polacco del distretto di Mońki, nel voivodato della Podlachia.
Ricopre una superficie di 127,68 km² e nel 2004 contava 4 965 abitanti.